# Muzeum w Mary
Muzeum w Mary, Muzeum Historii Mary (turkm. Mary welaýatynyň taryhy we ülkäni öwreniş muzeýi) – muzeum regionalne wilajetu maryjskiego znajdujące się w mieście Mary w południowo-wschodnim Turkmenistanie.

## Historia
Początki muzeum sięgają 1968 roku, kiedy to w mieście założono Maryjskie Muzeum Historyczno-Rewolucyjne (ros. Марыйский историко-революционный музей). Pierwsza ekspozycja została w nim otwarta w 1974 roku. W obecnym kształcie muzeum w Mary powstało w 1986 roku z połączenia muzeum historii miasta Baýramaly i fabryki oleju bawełnianego, muzeum historii i archeologii regionu Baýramaly, muzeum historii regionu Türkmengala oraz muzeum literackiego pamięci narodowego poety Turkmenistanu, Aty Salyha. Współcześnie funkcjonują one jako oddziały muzeum w Mary.
Z inicjatywy prezydenta Turkmenistanu, Gurbangulego Berdimuhamedowa, wzniesiono i 15 lutego 2010 roku oficjalnie oddano do użytku nowy budynek muzeum o łącznej powierzchni ok. 10 tys. m², z czego 4 tys. m² przeznaczono na ekspozycje. Projekt budowli oraz trwające od maja 2008 roku prace budowlane o wartości 18 mln dolarów wykonała turecka firma Sedas Insaat Anonim Sirketi.
Nowy, trzypiętrowy budynek mieści sześć sal wystawowych, salę konferencyjną, pomieszczenia biurowe, magazyny oraz laboratoria konserwatorskie. Fasady środkowa i boczne muzeum ozdobione są białym marmurem, natomiast parter zdobi kolorowy granit.

## Zbiory
Zbiory muzeum obejmują ponad 40 tys. eksponatów. Część z nich została zaprezentowana w sześciu salach wystawowych mieszczących się na pierwszym i drugim piętrze budynku. Zorganizowano ekspozycje: archeologiczną i etnograficzną, sale: sztuk pięknych, przyrody i odrodzenia Turkmenistanu oraz salę wystaw czasowych.
Ekspozycja archeologiczna przedstawia historię ziemi turkmeńskiej od okresu mezolitu aż do XVIII wieku. Dużo uwagi poświęcono kolekcji zabytków archeologicznych pochodzących ze starożytnej Margiany i jej stolicy, Merw. W części etnograficznej, której wygląd zainspirowany został tradycyjnymi białymi jurtami, zaprezentowano przedmioty związane z codziennym życiem dawnych mieszkańców Turkmenistanu (sprzęty gospodarstwa domowego, stroje narodowe, biżuteria, instrumenty muzyczne, starożytna broń). Ekspozycja w sali odrodzenia przedstawia współczesny rozwój Turkmenistanu w dziedzinie nauki, medycyny, kultury, przemysłu i gospodarki oraz polityki wewnętrznej i zewnętrznej. Sala sztuk pięknych prezentuje m.in. obrazy historyczne, gobeliny i kobierce turkmeńskie, miniatury orientalne, ceramikę i rzeźbę, a sala przyrody – okazy fauny i flory Turkmenistanu.